# Euploea binotata
Euploea binotata är en fjärilsart som beskrevs av Butler 1878. Euploea binotata ingår i släktet Euploea och familjen praktfjärilar. Inga underarter finns listade i Catalogue of Life.